# Галкін Максим Олександрович
Макси́м Олекса́ндрович Га́лкін (нар. 18 червня 1976, Наро-Фомінський район, Московська область, Російська РФСР) — російський пародист, гуморист, телеведучий, кіноактор та співак. Нагороджений орденом Дружби за внесок у розвиток телерадіомовлення Росії (2006).

## Біографія

### Ранні роки
Народився 18 червня 1976 року в Московській області.
Коли йому було 3 роки, сім'я жила в Німеччині. Коли Максиму було сім років, його батько отримав звання генерала, тоді сім'я жила в Одесі, де він відучився перші три класи школи та займався в дитячій ізостудії. Потім родина переселилася до Бурятії і до п'ятого класу Максим навчався в школі № 5 міста Улан-Уде. Дитинство Максима пройшло у військовому містечку Сосновий Бор Республіки Бурятія, за 30 км від міста Улан-Уде і 100 км від озера Байкал, де він часто бував. Потім сім'я повернулася до Москви.
Максим з дитинства виявляв артистичний талант. Граючи в шкільних спектаклях, Галкін побував у найрізноманітніших амплуа: він грав ролі Собаки, Старця-алкоголіка, Остапа Бендера, царя Соломона, графа Нулина, дона Карлоса. У середніх класах школи Максим активно почав вправлятися в пародії. У компаніях він зображував однокласників, вчителів, директора. У шостому класі у Галкіна відбувся перший творчий вечір: він влаштував лялькову виставу, де різними голосами говорив за ляльок.

### Освіта
1993 року закінчив московську гімназію на Південному Заході № 1543 і в тому ж році вступив до Російського державного гуманітарного університету на факультет лінгвістики, який закінчив 1998 року. Після цього вступив до аспірантури, де працював над кандидатською дисертацією за темою «Співвідношення стилістичних систем оригінального та перекладного текстів», в якій передбачалося розглянути переклади на російську мову трагедії Гете «Фауст» та зробити аналіз їх стилістичних відмінностей. 2009 року він був виключений з аспірантури через серйозні розбіжності зі своїм науковим керівником З. І. Гіндіна.
Володіє французькою, англійською та німецькою мовами.

### Батьки
Батько, Олександр Олександрович (1935, Буланово — 2002, Москва) — генерал-полковник бронетанкових військ, з 1987 по 1997 рік очолював Головне автобронетанкове управління Міністерства оборони РФ, депутат Держдуми РФ другого скликання (1998—1999). 
Мати, Наталія Григорівна (1941, Одеса — 2004, Ізраїль) — кандидатка фізико-математичних наук, старша наукова співробітниця, працювала в Інституті теорії прогнозу землетрусів РАН.

## Особисте життя
- Дружина — Алла Пугачова, радянська та російська естрадна співачка, Народна артистка СРСР. Шлюб зареєстровано 23 грудня 2011 року[5]. З 2005 року жили разом, Алла Борисівна зізналася, що вони почали зустрічатися з 2001, до десятиліття їх відносин канал НТВ підготував фільми «Алла + Максим. Исповедь любви» і «Алла та Максим. Все триває!»[6][7]. 24 грудня 2011 Алла і Максим зіграли весілля[8].
  - Діти — дочка Єлизавета і син Гаррі (двійня), народжені 18 вересня 2013 року сурогатною матір'ю у філії мережі медичних клінік Марка Курцер «Мати та дитя»[9], Розташованому в підмосковному селищі Лапіно. Сестра народилася на кілька хвилин раніше свого брата[10][11].
- Старший брат — Дмитро Галкін (н. 22 листопада 1964), колишній військовий, займається бізнесом[12], продюсер[13], один із засновників продюсерського центру «Центум» в Москві[14].
  - Племінники — Микита Галкін (н. 1998), Аліна Галкіна (н. 2005) і Григорій Галкін (н. 2009).

Після початку агресії Росії проти України емігрував разом з Пугачовою і дітьми в Ізраїль[джерело?].

## Творчість

### Кар'єра
Артистичний дебют Галкіна відбувся у квітні 1994 року: він виступив з пародіями на сцені Студентського театру МГУ. Спектакль називався «Фонтани любові до ближнього». Пізніше він брав участь у виставі «Кабаре 03». В червні 1994 року в Театрі Естради Максим бере участь в програмі «Дебюти, дебюти, дебюти», де в числі пародій виконував «промови» Жириновського та Єльцина. З того часу артистична кар'єра пішла в гору. Так, на одному з концертів його помітив Борис Брунов та запросив у свій Театр Естради. У свій час Галкін виступав там, потім півтора року гастролював із Михайлом Задорновим, який називав Максима своїм «наступником».
У січні 2001 року отримав грант премії «Тріумф».
У квітні 2001 року Галкін отримав премію «Золотий Остап» в Санкт-Петербурзі. У липні 2001 року на фестивалі «Слов'янський базар у Вітебську» відбувся перший сольний концерт Галкіна. З цього моменту сольні виступи артиста стають регулярними.
З жовтня 2001 року спробував себе в новому амплуа — він почав співати. Його першим вокальним досвідом стала пісня «Будь чи не будь», яку він виконав дуетом з Аллою Пугачовою. Згодом виступав та знімався з нею в передачі «Новорічна ніч на Першому каналі» і в «Різдвяних зустрічах».
Галкін активно гастролює по Росії. Багато шоу-заходів на федеральних телеканалах не обходяться без його участі.

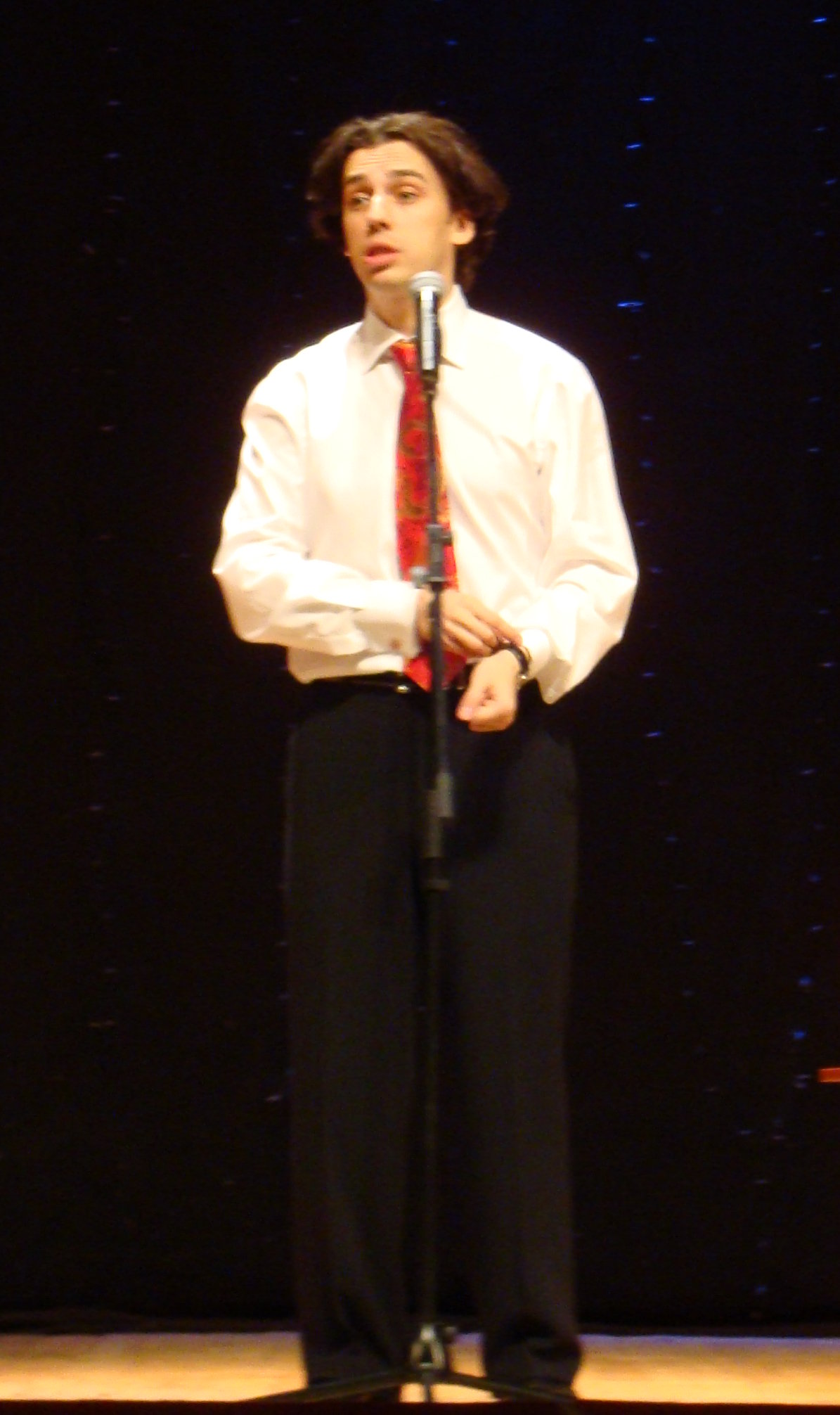
на концерті в Реутові

1994 — дебют на сцені Студентського театру МГУ з пародіями у виставі «Фонтани любові до ближнього».
1994 — участь у виставі «Кабаре 03».
1994 — в Театрі Естради бере участь у програмі «Дебюти, дебюти, дебюти» з пародіями на відомих політиків.
З лютого 2001 по вересень 2008 — ведучий телевікторини «Хто хоче стати мільйонером?».
липень 2001 — відбувся перший сольний концерт на фестивалі «Слов'янський базар у Вітебську». З цього моменту сольні виступи артиста стають регулярними.
7 жовтня і 27 грудня 2001 — відбулися сольні концерти в Театрі Естради.
2002 — сольний концерт «Посміхайтеся, панове!» в концертному залі «Росія».
2002 — два концерти «А мені — 26!» в Державному Кремлівському палаці. Цей концерт вийшов в новорічну ніч на Першому каналі між «Підсумками року» в програмі «Час» та Новорічним зверненням Президента Російської Федерації.
2003 — третій концерт — «Неостанній герой».
2004 — четвертий сольний концерт «Різдво з Максимом Галкіним».
2005 — до 2007 року — «Новорічний бенефіс з Максимом Галкіним» (три бенефіси — 2005, 2006 і 2007).
2006 — створює кілька ювілейних шоу-програм — 1 квітня, 2 літніх вечори, Новий рік.
2007 — відбувся п'ятий сольний телеконцерт «Ми знову разом». Прем'єра телеверсії відбулася: в Україні — на телеканалі «Інтер» 2008 року, в Росії — на телеканалі «Росія» 2009 року (вийшов під назвою «Весняне загострення»). У Росії був показаний лише в скороченому варіанті, ніж на «Інтері» (вирізаний номер «Політична поема», у зв'язку з виборами президента Росії 2008 року, внесені поправки в номер «Червона Шапочка на велосипеді»).
2008—2012 — (після відходу з Першого каналу у вересні 2008) веде шоу «Зоряний лід» (2008), з 2009 — ведучий шоу «Танці з зірками» на каналі"Росія-1".
2010 — починає новий проєкт телеканалу Росія «Хто хоче стати Максимом Галкіним?», який проіснував вісім місяців. У вересні 2010 року програму замінили на інше шоу — «Десять мільйонів». В 2011 вів програму «Добрий вечір з Максимом».
2012 рік — шостий сольний концерт, який був показаний на телеканалі «Росія-1» 8 березня.
16 лютого 2013 виступив з сольним концертом в місті Павловський Посад.

### Робота на телебаченні
24 грудня 2002 провів новорічний випуск телегри Російська рулетка.
30 грудня 2002 провів другий тур в новорічному випуску капітал-шоу Поле чудес.
З жовтня 2004 року по грудень 2006 — постійний ведучий музичного фестивалю «Нові пісні про головне» («Перший канал»). Деякий час він веде цей проєкт в парі із заслуженою артисткою Росії, співачкою Валерією.
У лютому 2001 року він став ведучим телегри «Хто хоче стати мільйонером?» і вів цю програму до 2008 року. 24 грудня 2002 провів новорічний випуск телегри «Російська рулетка».
В 2007 році був співведучим у другому сезоні телепроєкту Першого каналу «Дві зірки» в парі з Аллою Пугачовою. Також був автором та ведучим новорічних програм на Першому каналі.
У вересні 2008 року переходить з Першого каналу на телеканал Росія-1.
2008 року був ведучим шоу «Зоряний лід», а з 2009 — ведучий шоу «Танці із зірками» на каналі «Росія-1».
Автор та ведучий програм «Новорічний парад зірок» на каналі «Росія»: 2008 року в парі з Миколою Басковим, в 2009 — з Аллою Пугачовою, в 2010 — один, в 2011 — з Володимиром Зеленським, в 2012 — з Філіпом Кіркоровим, в 2013 — з Філіпом Кіркоровим, а 1 і 2 січня 2014 — з Володимиром Зеленським.
Із січня по серпень 2010 року — головний учасник шоу «Хто хоче стати Максимом Галкіним?» на каналі «Росія-1».
З вересня 2010 року по теперішній час — ведучий програми «Десять мільйонів». В 2010 і 2011 роках вів «Стиляги-шоу».
В 2011 вів телепередачу «Добрий вечір з Максимом».
В 2011 — співведучий Алли Пугачової в програмі «Ранкова пошта» на українському телеканалі «Інтер».
З 6 травня по липень 2012 — член журі (з Володимиром Зеленським) програми «Розсміши коміка» (російська версія).
З 2 березня 2014 року — член журі пародійного шоу «Один в один».

### Дискографія
- «Посміхайтеся, панове!». Концерт (DVD, 2002);
- «Це — любов!». Спільний з Аллою Пугачовою спліт-альбом (CD, 2002);
- «А мені 26», як відповідь на концертну програму Миколи Баскова «Мені 25». Концерт (DVD, 2002);
- «Неостанній герой». Концерт (DVD, 2003);
- «Хто хоче стати мільйонером?». Інтерактивна гра для DVD-плеєрів (2005);
- «Максим Галкін. Класика гумору». Найкращі естрадні номери (CD, 2006);
- «Максим Галкін. Найкраще». Три сольних концерти (3DVD, 2007).

### Фільмографія
| Рік  |    | Назва                        | Роль                                                            |    |
| ---- | -- | ---------------------------- | --------------------------------------------------------------- | -- |
| 2001 | ф  | «Єралаш»                     | учитель-практикант, випуск № 155 (Студент)                      | ру |
| 2003 | ф  | Благословіть жінку           | партнер Кунин                                                   | ру |
| 2003 | ф  | За двома зайцями             | Олексій Чижов (Льоша Чиж)                                       | ру |
| 2004 | ф  | Клара та Дора. Скажені бабки | озвучування                                                     | ру |
| 2004 | ф  | «Єралаш»                     | Олександр Сергійович Пушкін, випуск № 179 (Я пам'ятник собі...) | ру |
| 2007 | тф | Перший будинок               | конферансьє                                                     | ру |
| 2010 | тф | Марківна. Перезавантаження   | камео                                                           | ру |
| 2013 | тф | Все можуть королі            |                                                                 | ру |

### Найвідоміші гумористичні номери
- Монолог одеської тітоньки[15];
- Співаючі дуети[16];
- Слабка ланка з зірками — Володимир Жириновський, Борис Моїсеєв, Ян Арлазоров, Рената Литвинова, Марія Кисельова[17];
- Пародія на Аншлаг — Юхим Шифрін, Клара Новікова, Володимир Винокур, Михайло Задорнов, Регіна Дубовицька[18];
- Що? Де? Коли? з політиками[19][20];
- Останній герой з політиками[21];
- Єльцин на пенсії[22];
- Школа політичної майстерності[23];
- Додік[24][25];
- Коров'яче вим'я[26];
- Політична поема (заборонена до показу на російському телебаченні[27]);
- Рената Литвинова про подруг[28];
- Рената Литвинова — казка про Колобка[29];
- Рената Литвинова — казка про Червону Шапочку[29];
- Рената Литвинова — Червона Шапочка на велосипеді[30];
- Рената Литвинова — казка про Царівну Жабу[29];
- Модний вирок[31];
- Поїздка в Австралію[32];
- Фільм жахів[33].

### Об'єкти пародій
| Список | Список | Список |
| --- | --- | --- |
| - Політики - Віктор Анпілов - Єгор Гайдар - Михайло Горбачов - Борис Єльцин - Володимир Жириновський - Олександр Лебедь - Юрій Лужков - Олександр Лукашенко - Валерія Новодворська - Олександр Починок - Володимир Путін - Юлія Тимошенко - Ірина Хакамада - Руслан Хасбулатов - Віктор Черномирдін - Василь Шандибін - Григорій Явлінський - Віктор Янукович - Актори - Лія Ахеджакова - Валентин Гафт - Людмила Гурченко - Микита Джигурда - Рената Литвинова - Олег Табаков - Володимир Етуш - Валентина Тализіна - Артисти розмовного жанру - Ян Арлазоров - Володимир Винокур - Клара Новікова - Євген Петросян - Олена Степаненко - Юхим Шифрін - Юрій Гальцев - Клоуни - Юрій Куклачов | - Російські співаки - Жанна Агузарова - Діана Арбеніна - Надія Бабкіна - Микола Басков - Діма Білан - Тетяна Буланова - Олена Ваєнга - Лайма Вайкуле - Анжеліка Варум - Вітас - Олег Газманов - Тамара Гвердцителі - Анна Герман - Борис Гребенщиков - Децл - Ялинка - Людмила Зикіна - Надія Кадишева - Філіп Кіркоров - Йосип Кобзон - Ілля Лагутенко - Валерій Леонтьєв - Григорій Лепс - Лев Лещенко - Андрій Макаревич - Дмитро Маліков - Валерій Меладзе - Стас Михайлов - Борис Моїсеєв - Ігор Ніколаєв - Анна Нетребко - Крістіна Орбакайте - Іраклій Пірцхалава - Катя Лель - Сосо Павліашвілі - Володимир Пресняков-молодший - Алла Пугачова ** Едіта П'єха - - Маша Распутіна - Софія Ротару - Олександр Сєров - Дмитро Хворостовський - Віктор Цой - Жасмин - Наташа Корольова - Шура - Зарубіжні співаки - Луї Армстронг - Джо Дассен - Вахтанг Кікабідзе - Мірей Матьє - Долорес О'Ріордан - Едіт Піаф - Таїсія Повалій - Елвіс Преслі - Олександр Рибак - Вєрка Сердючка - Френк Сінатра - Тіна Тернер - Нільда Фернандез - Шер - Монсеррат Кабальє | - Групи - R.E.M. - Serebro - Чи-Лі - Руки вверх - Тату - Телеведучі - Віталій Вульф - Микола Дроздов - Регіна Дубовицька - Володимир Зеленський - Марія Кисельова - Валентина Леонтьєва - Андрій Малахов - Іван Ургант - Геннадій Малахов - Олена Малишева - Володимир Молчанов - Світлана Моргунова - Владислав Флярковський - Поети - Белла Ахмадуліна - Лариса Рибальська - Письменники - Семен Альтов - Михайло Жванецький - Михайло Задорнов - Едвард Радзинський - Перекладачі - Леонід Володарський - Режисери - Роман Віктюк - Микита Михалков - Модельєри - В'ячеслав Зайцев - Спортсмени - Тетяна Тарасова |

## Визнання

### Державні нагороди
- 2006 — кавалер ордена Дружби — за великий внесок у розвиток телерадіомовлення в Росії[34]

2022 – визнаний іноагентом в  Росії.

## Факти
- Знімався у кліпі з Аллою Пугачовою на пісню «Будь чи не будь» (2001)
- Максим Галкін міг стати виконавцем однієї з головних ролей в фільмі «Штрафбат», проте був змушений відмовитися від цієї ролі через завантажений гастрольний графік та зайнятості на телебаченні[35].
- Три сольних концерти Галкіна («Посміхайтеся, панове», «А мені — 26» і «Неостанній герой»), програма «Новорічний вечір із Максимом Галкіним» та мюзикл з його участю «За двома зайцями», увійшли в 11-річний ТОП найпопулярніших трансляцій, передач, фільмів та серіалів Росії з 1 січня 2000 року по 30 вересня 2011 року. Причому, концерт «А мені — 26» розташовується на другому місці після Новорічного звернення Путіна 2002[36].

## Погляди
Галкін висловлювався проти прийняття законів про заборону так званої «пропаганди гомосексуальності», порівнюючи їх з «полюванням на відьом», що влаштовується заради політичного піару та відволікання суспільства від серйозніших проблем. При цьому він не вважає необхідною легалізацію одностатевих шлюбів та усиновлень через можливу негативну реакцію суспільства.
3 листопада 2021 внесений в перелік осіб, які створюють загрозу нацбезпеці України за незаконний перетин українського кордону при відвідуванні тимчасово окупованого Криму, 22 червня 2022 року виключений зі списку.
У лютому 2022 засудив російське вторгнення в Україну. 22 квітня 2022 року оголосив про те, що частина грошей, які будуть виручені з концертного туру по Ізраїлю, підуть на допомогу українським біженцям. 24 квітня 2022 року засудив владу РФ та Путіна після ракетного удару по будинках Одеси, під час якого загинули люди.
16 вересня 2022 року Міністерством юстиції Російської Федерації був внесений у список «іноземних агентів».